# Giro di Romagna 2000
Il Giro di Romagna 2000, settantacinquesima edizione della corsa, si svolse il 3 settembre 2000 su un percorso di 191,4 km. La vittoria fu appannaggio del russo Dmitrij Konyšev, che completò il percorso in 4h39'00", precedendo gli italiani Paolo Bettini e Matteo Tosatto.
Sul traguardo di Lugo 42 ciclisti, su 154 partiti dalla medesima località, portarono a termine la competizione.

## Ordine d'arrivo (Top 10)
| Pos. | Corridore         | Squadra                   | Tempo    |
| ---- | ----------------- | ------------------------- | -------- |
| 1    | Dmitrij Konyšev   | Fassa Bortolo             | 4h39'00" |
| 2    | Paolo Bettini     | Mapei-Quick Step          | s.t.     |
| 3    | Matteo Tosatto    | Fassa Bortolo             | s.t.     |
| 4    | Alberto Ongarato  | Mobilvetta-Rossin         | s.t.     |
| 5    | Michele Bartoli   | Mapei-Quick Step          | s.t.     |
| 6    | Andrea Ferrigato  | Fassa Bortolo             | s.t.     |
| 7    | Jens Voigt        | Crédit Agricole           | s.t.     |
| 8    | Alain Turicchia   | Amica Chips-Tacconi Sport | s.t.     |
| 9    | Mauro Zinetti     | Team Colpack              | s.t.     |
| 10   | Alessandro Guerra | Saeco-Valli & Valli       | s.t.     |